# Boops boops

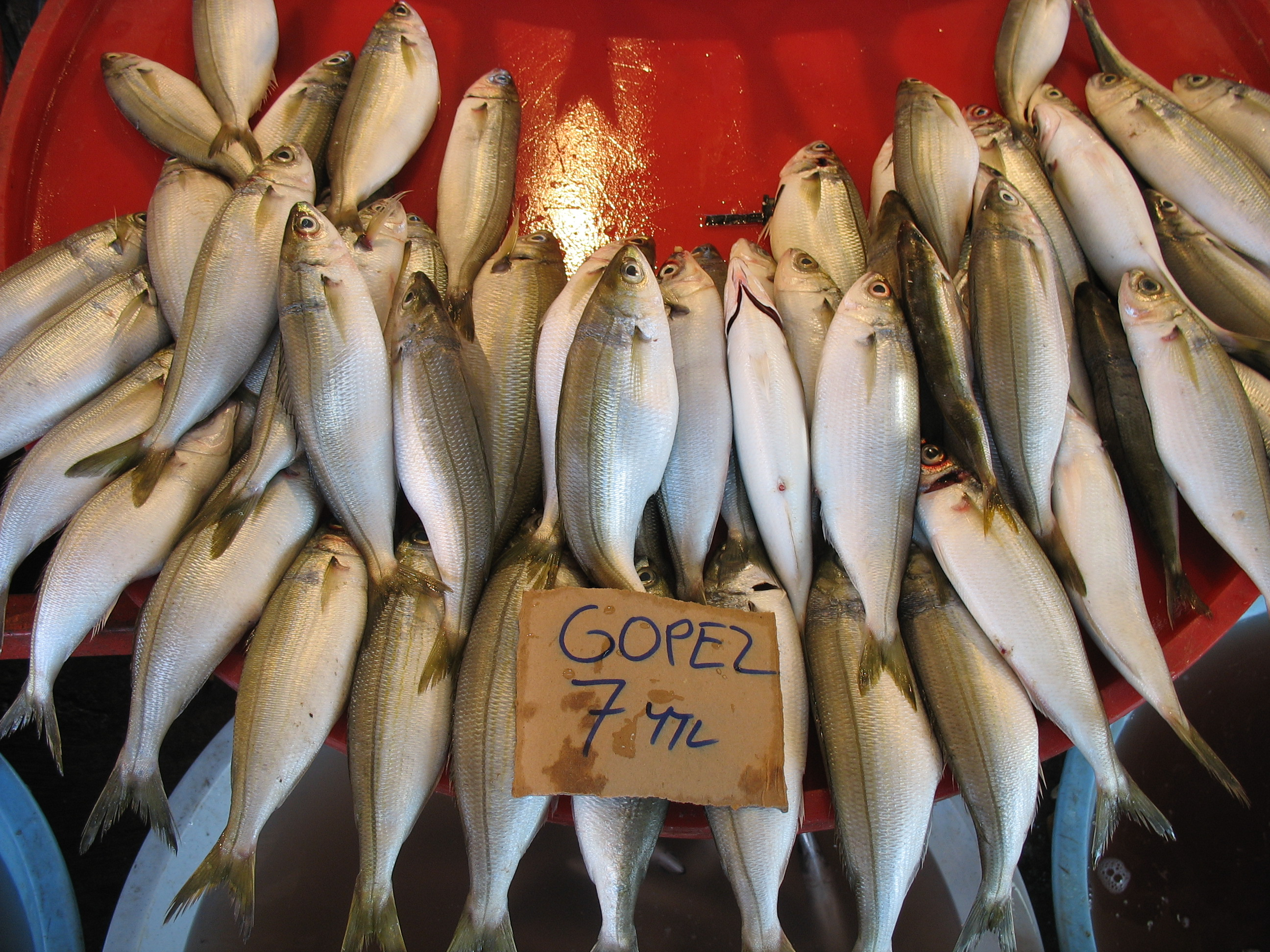
Bogas à venda na Turquia.

Boops boops (Linnaeus, 1758), conhecida pelo nome comum de boga ou boga-do-mar, é uma espécie de peixes marinhos da família Sparidae, nativa do leste do Atlântico. O nome científico da espécie radica-se na dimensão e protuberância dos olhos.

## Ocorrência e descrição
A espécie ocorre na margem leste do Atlântico, da Noruega até Angola, incluindo as costas atlânticas da Europa, o Mediterrâneo e o Mar Negro, e ao longo da costa leste da África, incluindo as ilhas da Macaronésia (dos Açores a Cabo Verde). A espécie é demersal, semi-pelágica e estritamente euhalina, não ocorrendo em águas de salinidade reduzida como as do Mar Báltico, encontrando-se em geral entre a superfície e os 100 m de profundidade, ocasionalmente até aos 350 m de profundidade.
Alimenta-se de macro-algas, crustáceos e algum plâncton, formando cardumes que se aproximam da superfície do mar durante a noite. Os espécimes podem atingir em média 20 cm de comprimento, podendo crescer até aos 36 cm.
A determinação do sexo em Boops boops é pouco conhecida, tendo a espécie sido descrita como hermafrodita rudimentar, com alguns indivíduos com sexo diferenciado, ou como hermafrodita protogínico, com os indivíduos atingindo a maturidade sexual como fêmeas, masculinizando-se mais tarde.
A espécie é alvo de uma pescaria comercial, com 37 830 t capturadas no ano de 2008, sendo consumida frita, grelhada ou assada, embora quando em armazenamento prolongado a sua flora intestinal lhe possa conferir um sabor desagradável, razão pela qual a maioria da captura é utilizada para a produção de farinha de peixe e de isco para outras pescarias.

## Parasitas
A espécie é hospedeiro de diversos parasitas, incluindo tremátodos, como os vermes dos grupos Digenea, acantocéfalos (Acanthocephala), diversos nemátodes, crustáceos isópodes e copépodes, cnidários do grupo Myxozoa e dinoflagelados  unicelulares como o Ichthyodinium chabelardi, um parasita que é letal para os ovos em desenvolvimento em ovários. Foram descritas pelo menos 67 espécies de parasitas metazoários em espécimes de Boops boops, sendo que as suas populações se encontram bem estudadas. Após a maré negra provocada pelo naufrágio do Prestige (2002), as comunidades de parasitas encontradas em bogas capturadas na costa galega apresentavam alterações importantes.